# Claes Gustaf Myrin
Claes Gustaf Myrin, född 24 november 1803 på Västgård i Västra Ämterviks socken, död 22 mars 1835 i Uppsala, var en svensk botaniker.
Claes Gustaf Myrin var son till fänriken Erik Magnus Myrin. Han blev student vid Uppsala universitet 1823, filosofie kandidat 1833 samt filosofie magister och docent i praktisk ekonomi samma år. Under en vakans var han en tid tillförordnad professor i praktisk ekonom. Myrin företog botaniska resor till Gotland 1829, Värmland och Dalsland 1831 och västra Norge 1834 samt utgav bland annat Anmärkningar om Wermlands och Dalslands vegetation (1831), Om Linnés naturhistoriska samlingar och deras bortförande till England (i Skandia) och Corollarium floræ upsaliensis (1833–1834). Hans dagbok från den norska resan publicerades i Skandia 1835 av Elias Fries och innehåller värdefulla växtgeografiska uppgifter. Växtsläktet Myrinia är uppkallat efter Myrin.